# Saint-Hilaire-de-Lusignan
Saint-Hilaire-de-Lusignan is een gemeente in het Franse departement Lot-et-Garonne (regio Nouvelle-Aquitaine). De plaats maakt deel uit van het arrondissement Agen. Saint-Hilaire-de-Lusignan telde op 1 januari 2022 1.509 inwoners.

## Geografie
De oppervlakte van Saint-Hilaire-de-Lusignan bedroeg op 1 januari 2022 16,77 vierkante kilometer; de bevolkingsdichtheid was toen 90 inwoners per km².

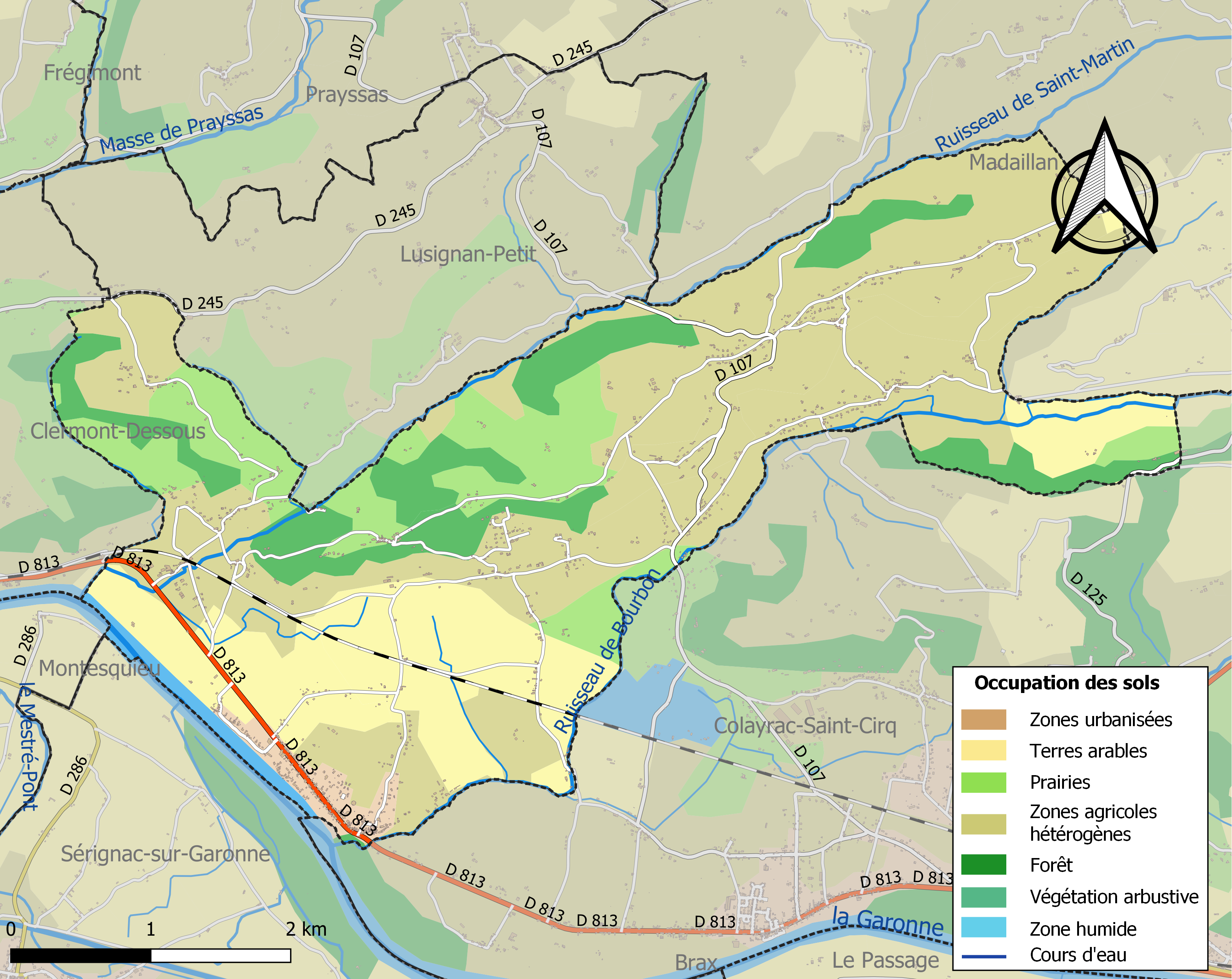
Kaart van de gemeente met de belangrijkste infrastructuur, bodemgebruik en omliggende gemeenten

## Demografie
Onderstaande figuur toont het verloop van het inwonertal (bron: INSEE-tellingen).